# 新化戰鬥
新化戰鬥開始於1935年11月30日，地點則是在中國湖南。是第一次国共内战主要戰鬥之一。該戰鬥交戰一方為中華民國國民革命軍，另一方則為中國共產黨所領導之中國工農紅軍。